# 国欢镇
国欢镇是中国福建省莆田市涵江区下辖的一个镇。得名於國歡寺

## 行政区划
国欢镇下辖以下地区：
后洋村、新坡村、林柄村、沁东村、塘西村、黄霞村、洞庭村、码头村、都邠村、沁西村、南林村、三股村、黄厝村、巷利村和潭尾村。